# Quattro Canti
Les Quattro Canti (dont le nom officiel est Piazza Villena ou Vigliena) est une place monumentale de style baroque au centre de la vieille ville de Palerme.
La place est de forme octogonale. Ses côtés sont, d'une part, les quatre rues, d'autre part les façades concaves des quatre bâtiments qui l'entourent.

## Histoire
Le projet fut confié par le vice-roi Juan Fernandez Pacheco, marquis de Villena à l'architecte Giulio Lasso et la construction commença en 1608 pour s'achever en 1620.

## Description
Chacune des quatre façades concaves, à première vue identiques, est divisée en trois parties, illustrant une ascension de la terre au ciel. Chaque niveau reprend de bas en haut un de trois styles architecturaux classiques : dorique, ionique et corinthien.
Au niveau de la rue, les fontaines (ajoutées en 1630) représentent les quatre cours d'eau anciens de la ville (l'Oreto, le Kemonia (it), le Pannaria et le Papireto (it)). Chaque fontaine est décorée d'une statue représentant une allégorie des quatre saisons (statues d'Éole, Vénus, Cérès et Bacchus et surmontée d'un blason gravé d'un texte en latin au sujet du roi qui la surplombe.
Les niches du deuxième niveau abritent les statues de quatre rois espagnols de Sicile (Charles Quint[réf. nécessaire], Philippe II, Philippe III et Philippe IV).
Les niches du dernier étage abritent les statues de quatre saintes palermitaines protectrices des quartiers qui se rencontrent à cet endroit (Agathe, Nymphe, Olive et Christine).
Chacun des édifices est couronné du blason monumental des rois espagnols.
La façade au sud-ouest fait partie de l'église San Giuseppe dei Teatini.

## Architecture
| direction       | sud-ouest  | nord-ouest  | nord-est    | sud-est      |
| photo           |            |             |             |              |
| quartier        | Albergaria | Seralcadi   | La Loggia   | Kalsa        |
| saison          | printemps  | été         | automne     | hiver        |
| roi             | Charles V  | Philippe II | Philippe IV | Philippe III |
| sainte patronne | Christine  | Nymphe      | Olive       | Agathe       |

## Galerie

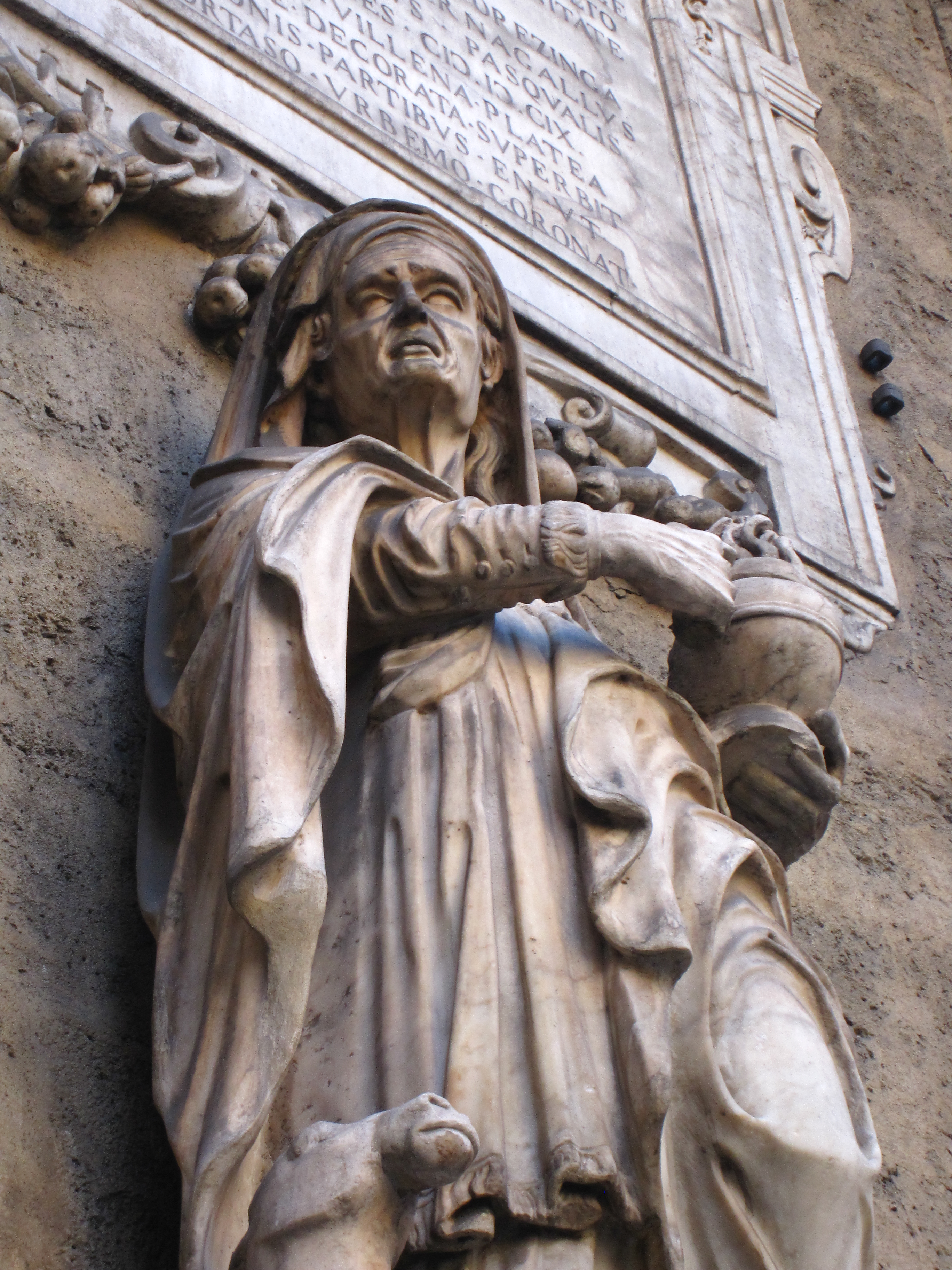
Allégorie de l'hiver.
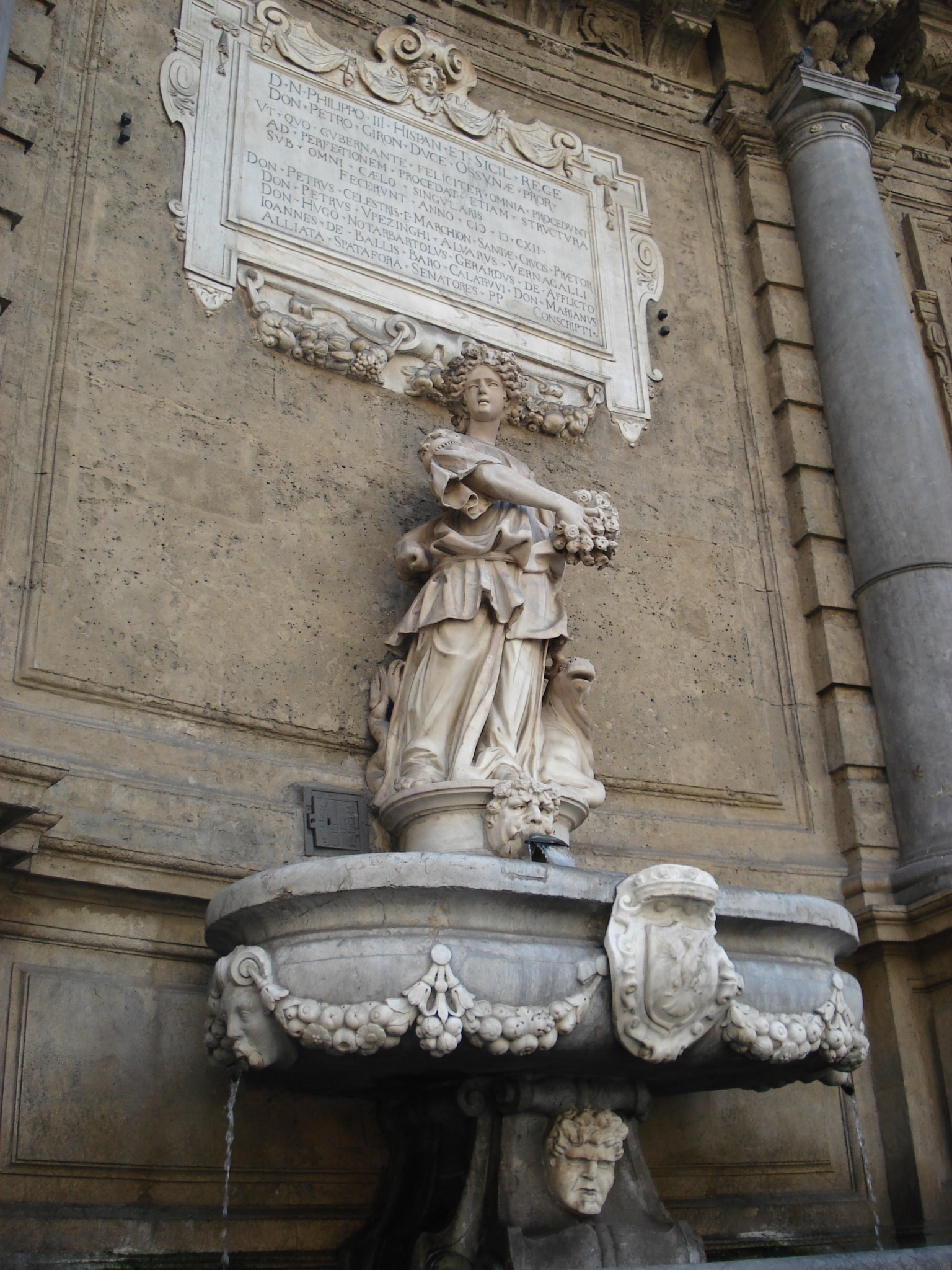
Une des quatre fontaines.
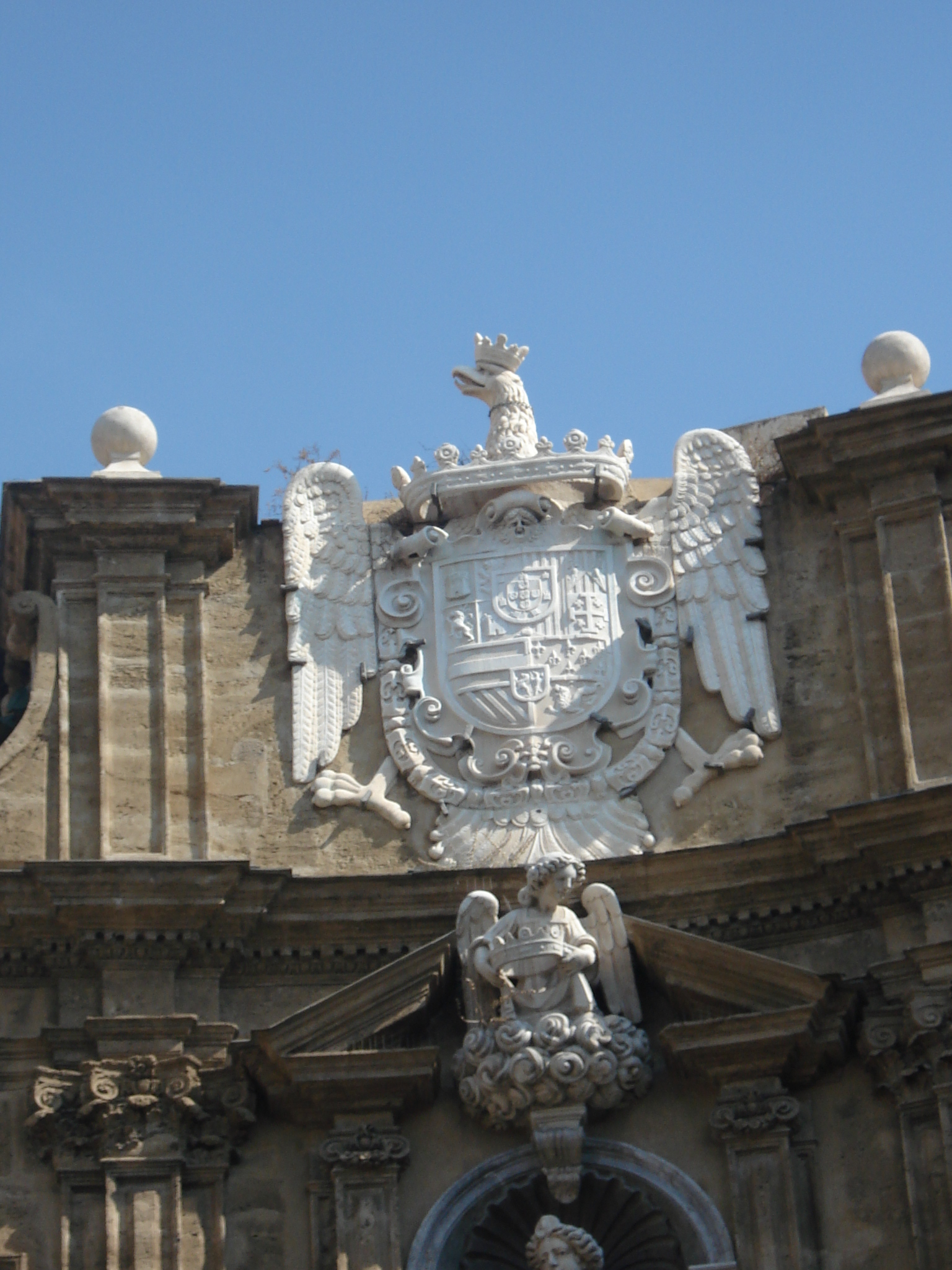
Blason des rois espagnols.